# Vassilis Paleokostas
Vassilis Paleokostas (Griego: Βασίλης Παλαιοκώστας); nació en 1966 en Moschofyto, Trikala. Es un fugitivo griego que escapó en helicóptero dos veces de la prisión griega de alta seguridad Korydallos mientras cumplía una sentencia de 25 años por secuestro y robo. Se cree que fue el autor intelectual del secuestro de Giorgos Mylonas, un industrial griego, cuando se remontó el rescate pagado hasta él. En 2000, fue condenado por el secuestro en 1995 de Alexander Haitoglou, director ejecutivo de Haitoglou Bros, una empresa de alimentos en el norte de Grecia y condenado a 25 años de prisión. Su hermano, Nikos Paleokostas, está en prisión por 16 robos de bancos.
El gobierno heleno se enfrentó a intensas críticas después de su segunda fuga de la misma instalación, y el gobierno respondió despidiendo a tres funcionarios del ministerio de justicia y arrestando a tres guardias de la prisión.
Lo que lo hace famoso en su ciudad natal es el hecho de que se ha dado la mayor parte del dinero robado a las familias pobres, lo que lo convierte en un "Robin de los Pobres" local, una reminiscencia de la famosa historia de Robin Hood. Sus acciones también le han cosechado el título de "uncatchable".
" Los criminales roban carteras a las ancianas. Paleokostas estaba en un nivel diferente: la gente lo acepta como un bandido y como un héroe a la vez."

## Huida de 2006
Dos cómplices contrataron un viaje en un helicóptero turístico de Agios Kosmas, un suburbio costero de Atenas. Ellos secuestraron el helicóptero usando una pistola y una granada de mano, y obligaron al piloto a volar a la prisión. Cuando llegó el helicóptero, los guardias creyeron que el helicóptero era una visita de los inspectores de la prisión. El helicóptero llevó a los prisioneros a un cementerio cercano, donde se subieron a unas motos y huyeron de allí.
Paleokostas fue recapturado dos años más tarde, el 2 de agosto de 2008, en Salónica.

## Huida de 2009
En la tarde del domingo 22 de febrero, Paleokostas volvió a escapar de la prisión de Korydallos en Atenas en helicóptero. Él y su cómplice Alket Rizai, de 34 años, subieron una escalera de cuerda que les lanzó una pasajera del helicóptero mientras volaba por el patio de la prisión.
Los guardias abrieron fuego desde el suelo y la mujer disparó con un rifle automático. Ninguna lesión fue reportada debido a que los disparos no duraron mucho tiempo, aunque un guardia de la prisión se lastimó cuando intentaba sacar su arma.
La policía dijo que una pareja de ancianos encontró el helicóptero abandonado en el suburbio ateniense de Kapandriti cerca de una autopista al norte de Atenas, con su tanque de combustible que fugaba por un agujero de bala.
El piloto estaba atado y amordazado, con una capucha sobre la cabeza. Le dijo a la policía que el helicóptero fue alquilado por una pareja que dijo que quería ir de la ciudad de Itea en el centro de Grecia a Atenas. La pareja había alquilado el helicóptero ya varias veces en las semanas anteriores, la mujer se hacía pasar por una mujer de negocios. Según el piloto, que afirmó haber sido obligado a tomar parte en la fuga, Paleokostas y Rizai siguieron huyendo en un coche que era de la partida.
Alket Rizai fue nuevamente detenido en noviembre de 2009.